# ナッシング・ライク・ザ・サン
『ナッシング・ライク・ザ・サン』（...Nothing Like the Sun）は、1987年にリリースされたスティングのアルバム。タイトルはシェイクスピアの文節をそのまま引用している。「シスター・ムーン」の歌詞の一節にも使われており、スティングはこの言葉に心酔していると答えている。
このアルバムには2つの出来事が強く影を落としている。一つめは、病気がちだった母親が1986年に癌で亡くなったことであり、いくつかの曲に物悲しい調子を与えている。二つめは、「The Conspiracy Of Hope」ツアーで南米を訪問した際に知り得た、内戦や監禁を被り殺害された犠牲者たちのことがあげられる。この事実は多くの曲に影響を及ぼし、「フラジャイル」「孤独なダンス」（歌詞中でチリのアウグスト・ピノチェト大統領を名指しで非難している）では嘆きを、「ザ・ラザラス・ハート」「ビー・スティル・マイ・ビーティング・ハート」では生命・愛・死を主題としている。
その他の曲では、前アルバムから続くジャズの影響がより顕著な「イングリッシュマン・イン・ニューヨーク」「シスター・ムーン」、ハードなダンスナンバーであり米国ビルボード7位にランクインした「ウィル・ビー・トゥゲザー」などがある。スティング本人は「ウィル・ビー・トゥゲザー」について元々ビールのコマーシャル用に作曲したこともあってあまり好きではないと伝わっている。
アルバム総販売枚数は200万枚を越え、スティングのベストセラーアルバムのひとつとなっている。
「イングリッシュマン・イン・ニューヨーク」は1990年、オランダ人プロデューサーのベン・リーブランドによってリミックスされ、スティング活動中止中の穴を埋める格好になった。前奏部の再構成と強烈なダンスビートにより、この曲は全英シングルチャート15位にランクインした。1993年にはシャインヘッドが替え歌として「ジャマイカン・イン・ニューヨーク」を発表し、2007年には種浦マサオが替え歌として「関西人 in Tokyo」を発表した。
このアルバムは、製作過程においてプロデューサーである（エンジニアも兼任）ニール・ドーフスマンの得意技とも言える「フル・デジタル・レコーディング」が施されている（当時は「コストがかかりすぎる」ということで敬遠されがちだった）。マスタリングなどは全てデジタル機材にて行われており、録音もデジタルトラックを使用している。世界初のフル・デジタル・レコーディングされたアルバムは、同じドーフスマンのプロデュースであるダイアー・ストレイツの『ブラザーズ・イン・アームス』（1985年、全米1位）である。そのアルバム収録の「マネー・フォー・ナッシング」もマーク・ノップラーとスティングの共作曲であり、ボーカルで参加している。
2022年には、本作の発売35周年を記念したエクスパンデッド・エディションがデジタル限定でリリースされた。

## エピソード
マイルス・デイヴィスが「（スティングの）『ナッシング・ライク・ザ・サン』の出来がいいのはギル・エヴァンスがアルバム製作に参加しているからだ」と発言している。『ナッシング・ライク・ザ・サン』をリリースしたあとに、スティングはギル・エヴァンスのバンドとライブを行っている。

## 収録曲目
1. ザ・ラザラス・ハート - "The Lazarus Heart" 4:35
2. ビー・スティル・マイ・ビーティング・ハート - "Be Still My Beating Heart" 5:34
3. イングリッシュマン・イン・ニューヨーク - "Englishman in New York" 4:27
4. 歴史はくり返す - "History Will Teach Us Nothing" 5:07
5. 孤独なダンス - "They Dance Alone（Cueca Solo）"[13] 6:48
6. フラジャイル - "Fragile" 3:58
7. ウィル・ビー・トゥゲザー - "We'll Be Together" 4:53
8. ストレート・トゥ・マイ・ハート - "Straight to My Heart" 3:54
9. ロック・ステディー - "Rock Steady" 4:28
10. シスター・ムーン - "Sister Moon" 3:57
11. リトル・ウイング - "Little Wing"（ジミ・ヘンドリックス） 5:03
12. シークレット・マリッジ - "The Secret Marriage" 2:02

## 参加ミュージシャン
- ギル・エヴァンス – オーケストラ指揮
- レネ・ゲイヤー – バックグラウンドボーカル
- ドレット・マクドナルド – バックグラウンドボーカル
- ジャニース・ペンダーヴィス – バックグラウンドボーカル
- ヴェスタ – バックグラウンドボーカル
- ケンウッド・デナード – ドラム
- マヌ・カチェ – ドラム
- アンディ・ニューマーク – ドラム
- ギル・エヴァンス・オーケストラ
- ミノ・シネル – パーカッション、ボコーダー
- ルーベン・ブラデス – ボーカル、ギター
- マーク・イーガン – ベース
- ハイラム・ブロック – ギター
- エリック・クラプトン - ギター
- ファリード・ハーク – ギター
- マーク・ノップラー – ギター
- アンディ・サマーズ – ギター
- ケニー・カークランド - キーボード
- ケン・ヘルマン – ピアノ
- ブランフォード・マルサリス - サクソフォーン